# Phù Dư, Tùng Nguyên
Phù Dư (chữ Hán giản thể: 扶余市) là một huyện cấp thị (thành phố cấp huyện) thuộc địa cấp thị Tùng Nguyên, tỉnh Cát Lâm, Cộng hòa Nhân dân Trung Hoa. Thành phố này có diện tích 4464 ki-lô-mét vuông, dân số 750.000 người. Mã số bưu chính là 131203. Chính quyền thành phố đóng tại trấn Tam Xá Hà. Về mặt hành chính, thành phố này được chia thành 12 trấn, 5 hương.
- Trấn: Tam Xá Hà, Trường Xuân Lĩnh, Ngũ Gia Trạm, Đào Lại Chiêu, Thái Gia Câu, Cung Bằng Tử, Tam Tỉnh Tử, Tăng Thịnh, Tân Vạn Phát, Đại Lâm Tử, Tân Nguyên, Đắc Thắng.
- Hương: Tam Tuấn, Vĩnh Bình, Tân Trạm, Canh Tân và Tiêu Gia.